# Carlota Amalia de Hesse-Philippsthal
Carlota Amalia de Hesse-Philippsthal (en alemán, Charlotte Amalie von Hessen-Philippsthal; Philippsthal, 11 de agosto de 1730-Meiningen, 7 de septiembre de 1801) fue duquesa y regente de Sajonia-Meiningen desde 1763 hasta 1782.

## Biografía
Carlota Amalia era una hija del landgrave Carlos I de Hesse-Philippsthal y su esposa, la princesa Carolina Cristina de Sajonia-Eisenach. En 1750, cuando tenía 20 años, contrajo matrimonio con el duque Antonio Ulrico de Sajonia-Meiningen de 63 años de edad, a quien dio ocho hijos.
El duque estipuló en su testamento y último deseo que Carlota Amalia actuaría como única tutora de sus hijos y regente de Sajonia-Meiningen. Antonio Ulrico se hubo retirado a Fráncfort, alejado de las disputas familiares, y vivió junto a su familia. Después de la muerte de su marido, en primer lugar viajó a Philippsthal en espera de una decisión imperial de su confirmación como tutora y regente. Sus parientes de Gotha se trasladaron a Meiningen, anticipándose a la herencia. Tras la decisión imperial confirmando su posición como regente y tutora principal, pudo trasladarse a Meiningen.
Cuando tomó el control de la regencia en 1763, el país se encontraba arruinado financiera y económicamente. Mediante estrictas medidas de austeridad y reformas, reconstrucción económica y promoción de la vida espiritual, es considerada como la "salvadora del Ducado". La elección de nuevos ministros, como Adolph Gottlieb von Eyben, permitieron al gobierno central funcionar de nuevo de forma efectiva en el plazo de un año. Con un sofisticado sistema de ahorros y análisis financiero en la corte atrajo la atención del emperador José II, quien la eligió como Directora de la Comisión para salvar el todavía más irremediablemente endeudado Ducado de Sajonia-Hildburghausen.
En tanto que sus hijos tenían derecho a gobernar conjuntamente, gobernó junto a su hijo mayor, Carlos Guillermo, desde 1775 hasta 1782, mientras Jorge I era todavía menor de edad. 
Su reinado fue la irrupción del absolutismo ilustrado en Sajonia-Meiningen; y educó a sus hijos para que continuaran esa política. Fundó la logia masónica Charlotte zu den drei Nelken ("Carlota y los tres claveles"). Según su último deseo, no fue enterrada en la cripta real, sino en el cementerio de la ciudad.

## Descendencia
Carlota Amalia de su matrimonio tuvo los siguientes hijos:
- Carlota (1751-1827), desposó al duque Ernesto II de Sajonia-Gotha-Altemburgo (1745-1804).
- Luisa (1752-1805), desposó en 1781 al landgrave Adolfo de Hesse-Philippsthal-Barchfeld (1743-1803).
- Isabel (1753-1754).
- Carlos Guillermo (1754-1782), sucedió a su padre como duque de Sajonia-Meiningen. Desposó en 1780 a la princesa Luisa de Stolberg-Gedern (1764-1834).
- Federico Francisco (1756-1761).
- Federico Guillermo (1757-1758).
- Jorge I (1761-1803), sucedió a su hermano, Carlos Guillermo, como duque de Sajonia-Meiningen. Desposó en 1782 a la princesa Luisa Leonor de Hohenlohe-Langenburg (1763-1837).
- Amalia (1762-1798), desposó en 1783 al príncipe Carlos Enrique Erdmann de Carolath-Bytom (1759-1817).